# Neivamyrmex inca
Neivamyrmex inca é uma espécie de formiga do gênero Neivamyrmex.